# My First Girlfriend Is a Gal
My First Girlfriend Is a Gal (はじめてのギャル?, Hajimete no gyaru, lett. "La mia prima gal") è un manga scritto e disegnato da Meguru Ueno, serializzato sulla rivista Monthly Shōnen Ace di Kadokawa Shoten dal 26 novembre 2015. Un adattamento anime, prodotto da NAZ, è stato trasmesso in Giappone tra il 12 luglio e il 13 settembre 2017.

## Trama
Jun'ichi Hashiba è il classico adolescente timido e imbranato con le ragazze, ma che nonostante tutto non ha ancora abbandonato la speranza di perdere la propria verginità prima della fine del liceo. Un giorno, dopo aver perso una scommessa, viene costretto dal suo gruppo di amici a provarci con Yukana Yame, la gal che frequenta la sua classe.
Convinto come molti che le gal siano ragazze facili, Jun'ichi si ritrova però spiazzato dalla schiettezza di Yukana, che capisce subito le sue vere intenzioni ma che, incredibilmente, decide di accettare la sua dichiarazione fidanzandosi con lui.
A quel punto, i due si troveranno costretti con l'andare del tempo a cercare di comprendersi meglio l'un l'altra, anche al fine di capire se il loro sia solo una sorta di gioco oppure l'inizio di una vera storia d'amore.

## Personaggi
Jun'ichi Hashiba (羽柴 ジュンイチ?, Hashiba Jun'ichi)
Doppiato da: Shintarō Asanuma
Junichi è uno studente del secondo anno delle superiori che desidera avere una ragazza. All'inizio della serie, i suoi amici lo spingono a confessare il suo amore a Yukana Yame. Sebbene sia elettrizzato dal corpo sexy di Yukana, si imbarazza facilmente quando lei lo affronta per le sue azioni oscene. Ha regolarmente fantasie sessuali sul perdere la verginità ed è descritto come una persona che discute interiormente su cosa fare in determinate situazioni. I suoi amici lo spingono anche a presentargli delle ragazze. Quando scopre che Yukana è davvero interessata a lui, cerca di rimanere fedele alla ragazza, rifiutando le altre ragazze che gli fanno delle avance. Più avanti nella serie, entra all'università.
Yukana Yame (八女 ゆかな?, Yame Yukana)
Doppiata da: Yuki Nagaku
Yukana è una gal del liceo con capelli biondo fragola, occhi verdi, seno prosperoso, loose socks e un atteggiamento spensierato. Era molto diffidente nei confronti delle cose oscene, definendole disgustose, ma accetta di diventare la ragazza di Junichi. Trova Junichi trasparente nelle sue emozioni e reazioni, e spesso lo rimprovera di essere un vergine pervertito interessato al suo corpo, ma lo stuzzica e flirta con lui. In fondo è molto premurosa e chiede spesso consiglio alle sue amiche su come relazionarsi meglio con Jun, anche se a volte è un po' ingenua nell'applicare i consigli. A volte abbassa la guardia e gli permette di toccarla se questo lo aiuta a confermare il suo impegno nella relazione. È gelosa delle altre ragazze che flirtano con Junichi, tranne Nene, che considera troppo carina per essere presa sul serio. In seguito frequenta la stessa università con Junichi.
Ranko Honjō (本城 蘭子?, Honjō Ranko)
Doppiata da: Eri Kitamura
L'amica d'infanzia di Yukana è una ragazza alta, dalla pelle abbronzata, con capelli biondo chiaro corti, occhi viola chiaro e un seno prosperoso. È molto aggressiva e ci prova con Junichi, rendendo Yukana gelosa. Rivela a Junichi di amare Yukana e di essere possessiva nei suoi confronti; non le piace che Yukana sia così vicina a Junichi, anche se questo significa dover fare sesso con Junichi lei stessa. Junichi è terrorizzato da Ranko e fa tutto il possibile per evitare le sue avance aggressive e tenerla lontana da sé.
Nene Fujinoki (藤ノ木 寧音?, Fujinoki Nene)
Doppiata da: Yui Ogura
Una ragazza del primo anno delle superiori, minuta ma con un seno prosperoso, che porta i capelli raccolti in due codini. Lei e Junichi sono amici d'infanzia, ma lei è ossessionata da lui e inizialmente ha cercato di vestirsi e comportarsi come una sorellina perché lui aveva espresso interesse per quel genere di videogiochi. Prova brevemente lo stile di vita delle gal per conquistare Junichi e in seguito cerca di sedurlo sdraiandosi nuda sul letto, ma Junichi la respinge. Decide quindi di competere apertamente con Yukana, tornando alla sua acconciatura a chignon, ma poi torna di nuovo a essere una gal. Nell'anime, gli amici di Junichi la considerano una "loli con le tette grandi".
Yui Kashii (香椎 結衣?, Kashii Yui)
Doppiata da: Ayana Taketatsu
Compagna di classe e rappresentante di classe di Junichi, ha lunghi capelli scuri e occhi rossicci. Gli amici di Junichi la considerano la "madonna della scuola", intelligente e bella, come un personaggio di un manga o di un videogioco, ma con un seno modesto rispetto alle altre ragazze. Conosce Jun sia dalle scuole medie e inizialmente si comporta in modo molto amichevole e gentile con lui. Si traveste segretamente da idol bionda (rossa nell'anime) con due codini di nome Boa che fa dirette streaming su Internet. È arrabbiata perché Junichi, che considera il suo servitore numero uno perché l'ha aiutata a portare delle scatole o le ha raccolto la gomma, non le fa la corte come un animale domestico obbediente perché sta con Yukana. Cerca di rimediare prendendolo da parte e chiedendogli di lasciare Yukana e uscire con lei. Quando Jun rifiuta, lei si arrabbia molto e lo minaccia, finché Ranko non lo salva minacciando di rivelare la sua identità online. Diventa sempre più attratta da Junichi, al di là del semplice desiderio di averlo come animale domestico, e alla fine gli confessa i suoi sentimenti, ma viene respinta. Quindi cerca di diventare la sua seconda ragazza, come in un harem, seguendo i due persino all'università.
Shinpei Sakamoto (坂本 慎平?, Sakamoto Shinpei)
Doppiato da: Toshiyuki Toyonaga
Un compagno di classe con gli occhiali e i capelli corti bluastri che fa parte del gruppo di amici pervertiti di Junichi. Lui, Junichi e Yui erano compagni di classe alle scuole medie. È lui che di solito avvia i piani e i consigli per Junichi, tra cui pianificare la confessione, dare i biglietti del cinema a Junichi e altro. È anche il primo a collegare Yui all'idol online Boa. Shinpei ha una cugina maggiore di nome Sayaka, che frequenta l'università e fa parte di un club di manga.
Keigo Ishida (石田 景吾?, Ishida Keigo)
Doppiato da: Kenji Akabane
Un compagno di classe biondo che fa parte del gruppo di amici pervertiti di Junichi.
Minoru Kobayakawa (小早川 稔?, Kobayakawa Minoru)
Doppiato da: Minoru Shiraishi
Un compagno di classe che fa parte del gruppo di amici pervertiti di Junichi. Dei tre amici, è l'unico che ammette di avere una predilezione per le bambine.
Ayumi Kamisaka (上坂 歩美?, Kamisaka Ayumi)
Doppiata da: Kazusa Aranami
Amica di Yukana, ha capelli castano chiaro e occhi azzurri. Nel manga è più che altro un personaggio secondario, ma nell'anime ha un ruolo più importante.
Kokoro Shīna (椎名 心?, Shīna Kokoro)
Doppiata da: Natsuko Hara
Amica di Yukana con capelli biondi raccolti in code legate con nastri rossi. È più un personaggio secondario nel manga, ma ha un ruolo più importante nell'anime.
Yuki Kashī (香椎結騎?, Kashī Yuki)
Il fratello minore di Yui che a scuola si veste come una ragazza attraente, flirtando e prendendo in giro Junichi. Yuki è molto affezionato a Yui, ma quando si accorge che lei è giù di morale a causa del suo amore per Junichi, cerca di sostenerla e di ostacolare la relazione di Junichi con Yukana. Questo affinché Yui possa tornare ad essere la sorella maggiore forte di sempre.
Iris Kotohayashi (紅桃林イリス?, Kotobayashi Irisu)
La presidente del consiglio studentesco che non sopporta il fatto che Junichi abbia attirato un harem di belle ragazze a scuola. Ha lunghi capelli biondi ed è per metà francese e per metà giapponese. Ha la reputazione di imprigionare gli studenti come nel manga Prison School.
Kiyo Gokomachi (御幸町貴代?, Gokomachi Kiyo)
La vicina di casa di Junichi all'università. Condividono una parete nel complesso residenziale, ma è così mal costruita che si rompe formando un buco.
Karin Kurihama (久里浜叶凛?, Kuriwama Karin)
Una studentessa del primo anno che si unisce a Junichi nel club di ricerca otaku all'università. Ha i capelli chiari e un carattere allegro. Aspira a diventare una mangaka e lo recluta per insegnarle come inserire il romanticismo nei suoi manga.
Omae Sakurako (おまえ さくらこ?, Omae Sakurako)
Presidente del club di ricerca otaku all'università.

## Media

### Manga
Il manga, scritto e disegnato da Meguru Ueno, ha iniziato la serializzazione sulla rivista Monthly Shōnen Ace di Kadokawa Shoten il 26 novembre 2015. Il primo volume tankōbon è stato pubblicato il 26 maggio 2016 e al 25 aprile 2025 ne sono stati messi in vendita in tutto venti.

#### Volumi
| Nº | Data di prima pubblicazione                | Data di prima pubblicazione                                                 | Data di prima pubblicazione |
| Nº | Giapponese                                 | Giapponese                                                                  |                             |
| -- | ------------------------------------------ | --------------------------------------------------------------------------- | --------------------------- |
| 1  | 26 maggio 2016                             | ISBN 978-4-04-104265-6                                                      |                             |
| 2  | 26 ottobre 2016                            | ISBN 978-4-04-105032-3                                                      |                             |
| 3  | 25 marzo 2017                              | ISBN 978-4-04-105455-0                                                      |                             |
| 4  | 26 giugno 2017                             | ISBN 978-4-04-105777-3                                                      |                             |
| 5  | 26 dicembre 2017 (ed. regolare & limitata) | ISBN 978-4-04-105776-6 (ed. regolare) ISBN 978-4-04-106019-3 (ed. limitata) |                             |
| 6  | 25 giugno 2018                             | ISBN 978-4-04-105775-9                                                      |                             |
| 7  | 26 ottobre 2018                            | ISBN 978-4-04-107472-5                                                      |                             |
| 8  | 25 marzo 2019                              | ISBN 978-4-04-107473-2                                                      |                             |
| 9  | 25 settembre 2019                          | ISBN 978-4-04-108584-4                                                      |                             |
| 10 | 25 febbraio 2020                           | ISBN 978-4-04-108585-1                                                      |                             |
| 11 | 21 luglio 2020                             | ISBN 978-4-04-109738-0                                                      |                             |
| 12 | 26 gennaio 2021                            | ISBN 978-4-04-109739-7                                                      |                             |
| 13 | 26 luglio 2021                             | ISBN 978-4-04-111583-1                                                      |                             |
| 14 | 26 gennaio 2022                            | ISBN 978-4-04-111585-5                                                      |                             |
| 15 | 26 luglio 2022                             | ISBN 978-4-04-112719-3                                                      |                             |
| 16 | 24 febbraio 2023                           | ISBN 978-4-04-113368-2                                                      |                             |
| 17 | 25 agosto 2023                             | ISBN 978-4-04-114024-6                                                      |                             |
| 18 | 26 marzo 2024                              | ISBN 978-4-04-114764-1                                                      |                             |
| 19 | 25 settembre 2024                          | ISBN 978-4-04-115524-0                                                      |                             |
| 20 | 25 aprile 2025                             | ISBN 978-4-04-116230-9                                                      |                             |

### Anime
Annunciato il 21 novembre 2016 con l'apertura del sito ufficiale, un adattamento anime di dieci episodi, prodotto da NAZ e diretto da Hiroyuki Furukawa, è andato in onda dal 12 luglio al 13 settembre 2017. La composizione della serie è stata affidata a Yūichirō Momose, mentre la colonna sonora è stata composta da Yashikin. Le sigle di apertura e chiusura sono rispettivamente Hajimete no season (はじめてのSEASON?) delle Junjō no Afilia e Galtic Love (GAL的LOVE?, Galchikku Love) delle Erabareshi. In tutto il mondo, ad eccezione dell'Asia, gli episodi sono stati trasmessi in streaming in simulcast, anche coi sottotitoli in lingua italiana, da Crunchyroll. Un episodio OAV è stato annunciato insieme alla serie televisiva. Quest'ultimo è stato pubblicato il 26 dicembre 2017.

#### Episodi
| Nº       | Titolo italiano Giapponese 「Kanji」 - Rōmaji | In onda           | In onda |
| Nº       | Titolo italiano Giapponese 「Kanji」 - Rōmaji | Giapponese        |         |
| 1        | La mia prima supplica 「はじめての土下座」 - Hajimete no dogeza | 12 luglio 2017    |         |
| 1        | Junichi Hashiba è un liceale che osserva molti suoi compagni formare coppie, mentre lui e i suoi amici rimangono senza ragazze. I suoi amici, appassionati di riviste erotiche, lo coinvolgono in una scommessa e lo spingono a dichiararsi a Yukana Yame, una ragazza alla moda e attraente della loro classe, nota come "gal" (una ragazza con uno stile di vita e un abbigliamento trasgressivi, spesso considerata molto disinibita). Gli amici di Junichi mettono una lettera di confessione nel suo armadietto delle scarpe. Quando Junichi si dichiara, assumendo la posizione del dogeza (un gesto di profonda umiltà e scuse), Yukana è inizialmente incerta e indovina subito che Junichi è inesperto nei rapporti, interessato più a guardarla che ad altro. Nonostante l'imbarazzo evidente di Junichi, Yukana accetta di diventare la sua ragazza. |                   |         |
| 2        | Il mio primo karaoke 「はじめてのカラオケ」 - Hajimete no karaoke | 19 luglio 2017    |         |
| 2        | Il giorno dopo la confessione, Junichi è ancora sconvolto e incerto su come comportarsi con Yukana. Shinpei suggerisce a Junichi di organizzare un appuntamento al karaoke, un'occasione per stare da soli in una stanza privata e magari scambiarsi effusioni. Prima delle lezioni, Yukana annuncia pubblicamente alla classe di stare insieme a Junichi. Successivamente, lo invita al karaoke, come è solita fare con le sue amiche. Mentre cantano, Junichi si lascia andare a fantasie su come conquistare Yukana. Seguendo il consiglio di Shinpei, prova a baciarla, ma Yukana lo interrompe notando improvvisamente un pelo di naso sporgente. Pur ridendo della situazione, quando esce dalla stanza riflette sull'audace gesto di Junichi. Mentre lasciano il karaoke, Ranko li osserva da lontano. |                   |         |
| 3        | La mia prima ganguro 「はじめての黒ギャル」 - Hajimete no gurogyaru | 26 luglio 2017    |         |
| 3        | Junichi si sente obbligato a rispondere a un invito lasciato nel suo armadietto delle scarpe, incontrando così Ranko, che lo seduce in modo molto aggressivo finché Yukana non li interrompe. Yukana spiega a Junichi che Ranko è una sua amica d'infanzia, ma la definisce "pericolosa", una percezione confermata quando Ranko giura segretamente di voler distruggere la relazione tra Yukana e Junichi. Il giorno seguente, i tre si trovano a passeggiare in città quando vengono avvicinati da due ragazzi che cercano di approcciare Yukana. Nonostante Junichi tenti di difenderla, viene spinto via; in risposta, Ranko finge di unirsi ai due, ma poco dopo li mette fuori combattimento in un vicolo. Successivamente, Ranko si presenta a casa di Junichi, dove lo seduce nuovamente, intuendo che è ancora vergine e che sta uscendo con Yukana con l'unico scopo di avere rapporti sessuali. Junichi nega con fermezza, dichiarando di voler fare l'amore solo con la ragazza che ama davvero. Questa affermazione irrita Ranko, che diventa ancora più aggressiva, fino a quando Yukana li sorprende in una situazione imbarazzante. Yukana minimizza l'accaduto e lascia la casa insieme a Ranko. Mentre vanno via, Yui, una compagna di classe di Junichi, le osserva da lontano. |                   |         |
| 4        | La mia prima gal seria e posata 「はじめての清楚ギャル」 - Hajimete no seiso gyaru | 2 agosto 2017     |         |
| 4        | L'episodio inizia con Yui che ricorda un momento in cui è stata accolta dai compagni di classe, in particolare da Junichi, con un certo compiacimento. Junichi invece conduce una ricerca sulle gyaru, finendo se un programma online in cui una ragazza elegante e irriverente, chiamata Boa, rimprovera durante i suoi follower in chat. A scuola, mentre i compagni salutano Yui, lei in cuor suo li disprezza considerandoli come servitori. Keigo mostra a Junichi, Shinpei e Minoru un'immagine di Boa, ma Shinpei sospetta di averla già vista prima altrove. Yukana si unisce al gruppo, e Yui coglie l'occasione per parlare con Junichi. In una caffetteria, Yui critica apertamente Yukana, mentre Junichi appare incerto sul proprio ruolo, dato che lui e Yukana stanno ufficialmente insieme. Nel frattempo, Shinpei osserva Boa in streaming e realizza che Boa e Yui sono la stessa persona, confrontando opinioni e immagini; questa scoperta la condivide con Keigo e Minoru il giorno dopo, mentre Ranko interviene nella discussione. Successivamente, Yui invita Junichi sul tetto della scuola e gli confessa il suo interesse, ordinandogli di lasciare Yukana. Junichi rifiuta la sua proposta, ma Yui esplode di rabbia, arrivando a minacciarlo di rivelare a Yukana la loro conversazione al locale. Poco dopo arrivano i suoi amici pervertiti e Ranko, che minaccia Yui di svelare alla classe la sua identità di Boa se continuerà con le minacce. Yui, allora, consegna una scheda di memoria a Junichi e se ne va amareggiata. Yukana compare dopo lo scontro, felice di sapere che Junichi è ancora innamorato di lei. Dopo i titoli di coda, Yui giura vendetta mentre si allontana a passo deciso, mentre in un salone di bellezza una ragazza prosperosa è soddisfatta del suo cambio d'immagine. |                   |         |
| 5        | La mia prima gal poco convinta 「はじめてのパギャル」 - Hajimete no pagyaru | 9 agosto 2017     |         |
| 5        | Junichi fa un sogno in cui appare Yukana, ma si risveglia trovandosi sul petto una ragazzina dai capelli rosa e prosperosa. La ragazza si presenta come Nene, che ha subito un cambio d'immagine in stile gyaru nonostante non abbia dimestichezza con il modo di parlare tipico di questo gruppo. Durante il tragitto verso la scuola, Nene si aggrappa a Junichi, suscitando l'invidia dei suoi amici pervertiti. Minoru, ossessionato dalle ragazzine e prosperose, rimane subito affascinato da Nene, per poi deludersi quando scopre che è una loro coetanea. All'armadietto delle scarpe, Junichi viene salutato da Yui, che cerca di fare pace dopo il precedente scontro. Nene si presenta a entrambi e non perde occasione per rimproverare Yui, criticando il suo atteggiamento e la sua mancanza di forme. Durante la pausa pranzo, Junichi mangia insieme a Yukana, sotto la sorveglianza di Ranko. Nene si unisce al gruppo e Yukana quasi non la riconosce, mentre Nene sfida a colpi di scontri di seni Ranko e Yukana, suscitando l'ilarità di Junichi. La sera, dopo aver visto un episodio dello show online di Yui/Boa, Junichi tenta di dormire ma viene raggiunto da Nene, che gli appare nuda e gli chiede di fare sesso con lei. Pur provando un certo desiderio, Junichi rimane fedele a Yukana e rifiuta. Nene se ne va, giurando di conquistare un giorno il suo affetto. Il giorno successivo, Junichi appare preoccupato e Yukana, notando il suo stato, si avvicina per offrirgli supporto e propone di uscire insieme. Nene continua a coccolarsi attorno a Junichi, ma Yukana non sembra infastidita e sorride vendendoli. |                   |         |
| 6        | La mia prima visita a casa di Yame 「はじめての八女さん家」 - Hajimete no Yame-san-chi | 16 agosto 2017    |         |
| 6        | Shinpei e i suoi amici discutono dei progressi nella relazione di Junichi e propongono di renderla più maliziosa giocando al gioco del re, un gioco che prevede azioni spesso rischiose o imbarazzanti. Yukana invita Junichi a casa sua, e lui suggerisce di invitare anche Ranko, Nene e i suoi amici pervertiti, cosa che infastidisce Yukana. Mentre Junichi sogna ad occhi aperti di approfittare della situazione con Yukana, compare anche Yui, che si ritrova invitata inavvertitamente. Arrivati a casa di Yukana, lei si cambia e invita Junichi nella sua stanza. Junichi resta incantato dall'arredamento e dall'aspetto sensuale di Yukana, che sembra provocarlo. Il momento intimo viene interrotto dall'arrivo di Ranko, Nene e Yui, seguiti dagli amici pervertiti, che si presentano indossando strani costumi. Shinpei dà il via al gioco del re e tutti sembrano divertirsi, fino a quando Shinpei e Junichi elaborano un piano per ottenere un bacio da Yukana. Durante il turno dedicato ai baci, tocca a tutti i ragazzi, ma Junichi ha manipolato il gioco in modo che la selezione ricada solo sui ragazzi, così da risparmiare le ragazze, anche se significa dover baciare i suoi amici. Dopo il momento imbarazzante dei baci obbligatori, Yukana invita tutti a trascorre insieme le vacanze estive, ma nessuno ha abbastanza soldi. Decidono quindi di trovare un lavoro part-time per poter finanziare il loro viaggio. |                   |         |
| 7        | Il mio primo part-time 「はじめてのバイト」 - Hajimete no baito | 23 agosto 2017    |         |
| 7        | Shinpei discute con i suoi amici pervertiti e Junichi delle offerte di lavoro trovate su internet, decidendo di cercare un impiego per prepararsi alle imminenti vacanze estive. Junichi si candida come cuoco in un maid café a tema cosplay, dove scopre che anche Yukana, Ranko, Yui e Nene lavorano come cameriere in costume. Con il passare dei giorni, il supervisore del locale organizza un evento con l'intento di aumentare gli incassi del locale, fornendo loro delle light novel mascherate da libri normali, che in realtà contengono storie erotiche e sensuali. Mentre le ragazze iniziano a leggere i testi, Junichi e Yukana provano un certo imbarazzo ma si accorgono rapidamente ha uno scopo discutibile. Junichi protesta con veemenza nei confronti del supervisore, chiedendo rispetto per le ragazze, ma senza successo. A quel punto, Yui prende in mano la situazione e contatta direttamente il proprietario del locale, minacciando il supervisore. L'evento viene annullato e il gruppo può finalmente ritirare i frutti del proprio lavoro. Nella scena dopo i titoli di coda, le vacanze estive sono finalmente arrivate e tutto il gruppo si ritrova felice nel punto d'incontro prestabilito. |                   |         |
| 8        | La mia prima gita 「はじめての旅行」 - Hajimete no ryokō | 30 agosto 2017    |         |
| 8        | Junichi, Yukana e gli amici finalmente arrivano in spiaggia. Le ragazze si divertono al mare insieme a Junichi, mentre Shinpei e i suoi amici pervertiti sembrano annoiati, tenendo gli occhi puntati sulle ragazze in costume da bagno. La sera, le ragazze si rilassano alle terme mentre Shinpei dà il via al suo malizioso piano di spiarle. Quando i ragazzi si dirigono verso le terme, Junichi cerca di sventare il piano di Shinpei, che però lo accusa di essere un traditore. Junichi e Shinpei litigano nel bosco finché Junichi cade da un dirupo. Shinpei e Keigo proseguono verso le terme, ma inciampano in alcune trappole piazzate dal proprietario e finiscono per attivare accidentalmente uno spettacolo pirotecnico, che le ragazze guardano con meraviglia. Le ragazze continuano a trascorrere del tempo sulla spiaggia con delle stelle filanti. Yukana trova Junichi privo di sensi e i due parlano della loro prossima uscita insieme, mentre Yui, Ranko e Nene li osservano con invidia. Nella scena dopo i titoli di coda, Yukana e Junichi sono tornati in città, dove Dai, un conoscente di Yukana, li saluta. |                   |         |
| 9        | La mia prima lite 「はじめてのケンカ」 - Hajimete no kenka | 6 settembre 2017  |         |
| 9        | L'amico di scuola media di Yukana, Dai Mitarai, incontra per caso lei e Junichi. Quest'ultimo inizia a pensare che Yukana sia più interessata a Dai che a lui, probabilmente per via del suo aspetto fisico. Convinto che lei preferisca l'amico, Yukana si arrabbia e si allontana da Junichi con fastidio, lasciandolo amareggiato. A scuola, Junichi tenta di parlare con Yukana, ma lei continua a ignorarlo. I suoi amici cercano di tirargli su il morale portandolo al karaoke, ma la situazione peggiore quando vedono Yukana parlare con Dai in un locale. Dopo un altro confronto tra Yukana e Junichi, quest'ultimo le rimprovera di giocare con i suoi sentimenti e decide di porre fine alla relazione, lasciando Yukana profondamente triste. Yui si confronta con Junichi, arrabbiandosi per il suo atteggiamento egoista, mentre anche Nene lo rimprovera. Intanto, Yukana si riunisce con le amiche e, proprio quando sta per parlare, scoppia a piangere. Ranko, infuriata, decide di andare da Junichi. Lo trova con gli amici in un ristorante, dove vengono raggiunti da Dai e dal suo gruppo, che parlano dei piani che hanno nei confronti di Yukana. Ranko si avvicina minacciosa, ma Junichi interviene fermandola. |                   |         |
| 10       | La mia prima dichiarazione 「はじめての告白」 - Hajimete no kokuhaku | 13 settembre 2017 |         |
| 10       | L'episodio si apre con Junichi che affronta Dai e il suo gruppo per risolvere la questione fuori dal locale. Durante la lotta, Junichi, nonostante venga sopraffatto, morde la gamba di Dai e lo costringe a promettere di smettere di infastidire Yukana. Ranko arriva con gli amici di Junichi, che sconfiggono e umiliano Dai e i suoi. Intanto Yukana, ignara delle chiamate di Junichi, resta con Nene e Yui, che la incoraggiano a chiarire i propri sentimenti con lui. Finalmente, Junichi incontra Yukana dietro la scuola e si riconciliano, rievocando la sua prima dichiarazione d'amore con un gesto umile di scuse. Dopo la riconciliazione, Yukana invita Junichi a passare insieme una giornata al parco divertimenti. Durante la gita, scattano una foto in una cabina e Junichi prova a baciarla. A fine giornata, Yukana confessa di voler tornare ogni anno al parco con lui e lo sorprende con un bacio prima di andare a casa. L'episodio si conclude con Junichi che a scuola ringrazia Yui per i consigli ricevuti e accenna di sapere della sua identità segreta come "Boa", suscitando imbarazzo in lei. Amici e compagne notano l'intesa crescente tra Junichi e Yukana, che s'impugna la mano di lui e scappa sorridendo verso l'ingresso della scuola, mentre Ranko scherza sul fatto che Junichi sia ancora vergine. |                   |         |
| 11 (OAV) | 「はじめての文化祭」 - Hajimete no bunkasai – "Il mio primo festival culturale" | 26 dicembre 2017  |         |
| 11 (OAV) | L'episodio si apre con il cosplay café organizzato dalla classe di Junichi per il festival culturale della scuola. Yui, con un atteggiamento da gal scontrosa, e Yukana, in versione ragazza perbene, accolgono i clienti. In cucina, Junichi e i suoi amici commentano positivamente l'idea del café mentre Shipei ride sornione. Ranko arriva a prende in giro Yui per il suo aspetto, ma viene interrotta da Yukana. Quando Ranko chiede di Junichi, Yukana le dice che è in cucina, ma la tensione tra Yui e Ranko cresce quando Yui urta con forza una brocca d'acqua, gesto non colto da Yukana che interpreta tutto come un buon rapporto fra le due. Durante il cambio turno, Keigo invita Junichi a visitare le altre classi, ma Yukana anticipa la sua mossa impedendoglielo. Ranko si prepara per il suo turno mentre Nene invita Yukana nella sua classe, che ospita un "animal café" con Nene travestita da coniglio. Yukana e Junichi passeggiano esplorando la scuola e scherzano sull'animale che Yukana rappresenterebbe, a cui lei risponde con un "meow". Nel frattempo, Nene, Ranko e Yui complottano, e Yui coinvolge Shinpei per separare Junichi da Yukana, sfruttando un problema con il club lolicon di Minoru. Shinpei ruba il cellulare di Junichi e trattiene il ragazzo, ma cade in una trappola. Junichi recupera il telefono per contattare Yukana, ma la batteria è scarica. Al ballo di fine festival, Junichi e Yukana tentano di cercarsi a vicenda e, una volta ritrovatisi, si scusano simultaneamente per non essersi fatti sentire prima, ballando insieme la canzone finale. |                   |         |

## Accoglienza
Al 26 dicembre 2017, i primi cinque volumi del manga hanno venduto circa 600 000 copie in Giappone.
Il primo episodio dell'anime è stato recensito da vari redattori di Anime News Network. James Beckett ha trovato il fanservice all'altezza delle aspettative e ha affermato che incarnava "tutti gli stereotipi più irritanti della commedia sexy che hanno smesso di essere divertenti quando i sequel di American Pie hanno perso smalto più di dieci anni fa". Nick Creamer ha trovato che le barre di censura fossero l'unica cosa originale dello show e che i personaggi principali non fossero simpatici. Theron Martin ha espresso qualche speranza che Yukana potesse almeno avere un po' di profondità caratteriale. Paul Jensen ha trovato interessante la premessa di due personaggi provenienti da ambienti sociali diversi, ma ha giudicato il primo episodio fastidioso e stupido, a parte alcuni momenti in cui Yukana reagisce alla confessione di Junichi. Rebecca Silverman ha considerato l'episodio per lo più feticistico e, a meno che non venisse attenuato e "iniziasse a sviluppare Yukana come una persona reale, potrebbe essere una commedia volgare ma piuttosto intelligente", ma non aveva intenzione di guardarne altri per scoprirlo.